# Broods
Broods nhóm nhạc từ Nelson, New Zealand hát chính là Georgia Nott và người anh trai là Caleb Nott là một nhà sản xuất âm nhạc. Họ ra mắt sản phẩm đầu tay "Bridges". Sau đó họ tiếp tục cho ra mắt album Broods, vào ngày 30 tháng 1 năm 2014, và tiếp tục cho ra mắt một album có tên là Evergreen, ngày 22 tháng 8 năm 2014. Họ đã 5 lần giành giải thưởng âm nhạc New Zealand.